# Julus filicornis
Julus filicornis är en mångfotingart som beskrevs av Henri Saussure 1859. Julus filicornis ingår i släktet Julus och familjen kejsardubbelfotingar. Inga underarter finns listade i Catalogue of Life.